# Wahlbezirk Österreich ob der Enns 15
Der Wahlbezirk Österreich ob der Enns 15 war ein Wahlkreis für die Wahlen zum Abgeordnetenhaus im österreichischen Kronland Österreich ob der Enns (Oberösterreich). Der Wahlbezirk wurde 1907 mit der Einführung der Reichsratswahlordnung geschaffen und bestand bis zum Zusammenbruch der Habsburgermonarchie.

## Geschichte
Nachdem der Reichsrat im Herbst 1906 das allgemeine, gleiche, geheime und direkte Männerwahlrecht beschlossen hatte, wurde mit 26. Jänner 1907 die große Wahlrechtsreform durch Sanktionierung von Kaiser Franz Joseph I. gültig. Mit der neuen Reichsratswahlordnung schuf man insgesamt 516 Wahlbezirke, wobei mit Ausnahme Galiziens in jedem Wahlbezirk ein Abgeordneter im Zuge der Reichsratswahl gewählt wurde. Der Abgeordnete musste sich dabei im ersten Wahlgang oder in einer Stichwahl mit absoluter Mehrheit durchsetzen. Der Wahlbezirk Österreich ob der Enns 15 umfasste die Gerichtsbezirke Grein, Perg und Mauthausen, wobei die Stadt Grein und der Markt Perg sowie die Ortschaft Mauthausen der gleichnamigen Gemeinde (alle Wahlbezirk 4) vom Wahlbezirk ausgenommen waren.
Aus der Reichsratswahl 1907 ging Josef Schlegel (Katholisch-Konservative Partei) als Sieger hervor. Schlegel konnte sein Mandat bei der Reichsratswahl 1911 erfolgreich verteidigen. Das zweitbeste Ergebnis erreichte bei den Reichsratswahlen jeweils Johann Schatz vom Oberösterreichischen Bauernverein, dahinter folgten die Sozialdemokraten.

## Wahlergebnisse

### Reichsratswahl 1907
Die Reichsratswahl 1907 wurde am 14. Mai 1907 (erster Wahlgang) durchgeführt. Eine Stichwahl entfiel auf Grund der absoluten Mehrheit für Schlegel im ersten Wahlgang.
| Kandidat                                                                    | Partei                             | Wahlkreis- stimmen | Stimmen- anteil |
| --------------------------------------------------------------------------- | ---------------------------------- | ------------------ | --------------- |
| Josef Schlegel                                                              | Katholisch-Konservative Partei     | 5050               | 63,4 %          |
| Johann Schatz                                                               | Oberösterreichischer Bauernverein  | 1726               | 21,7 %          |
| Matthias Keplinger                                                          | Sozialdemokratische Arbeiterpartei | 1160               | 14,6 %          |
|                                                                             | Sonstige                           | 26                 | 0,3 %           |
| Wahlberechtigte: 8388, Ungültige/Leere Stimmen: 59, Wahlbeteiligung: 95,6 % |                                    |                    |                 |

### Reichsratswahl 1911
Die Reichsratswahl 1911 wurde am 13. Juni 1911 (erster Wahlgang) durchgeführt. Die Stichwahl entfiel auf Grund des absoluten Mehrheit von Schlegel im ersten Wahlgang.
| Kandidat                                                                     | Partei                             | Wahlkreis- stimmen | Stimmen- anteil |
| ---------------------------------------------------------------------------- | ---------------------------------- | ------------------ | --------------- |
| Josef Schlegel                                                               | Christlichsoziale Partei           | 4066               | 52,7 %          |
| Johann Schatz                                                                | Oberösterreichischer Bauernverein  | 2509               | 32,5 %          |
| Rudolf Müller                                                                | Sozialdemokratische Arbeiterpartei | 1070               | 13,9 %          |
|                                                                              | Sonstige                           | 67                 | 0,9 %           |
| Wahlberechtigte: 8347, Ungültige/Leere Stimmen: 136, Wahlbeteiligung: 94,0 % |                                    |                    |                 |